# Éminence cruciforme
L'éminence cruciforme est un relief osseux en forme de croix situé sur la face interne de l'écaille de l'os occipital.
Elle divise la concavité de l'écaille en quatre fosses :
- Les deux fosses cérébrales (ou fosses occipitales supérieures) sont triangulaires et logent les lobes occipitaux du cerveau.
- Les deux fosses cérébelleuses (ou fosses occipitales inférieures) sont quadrilatérales et accueillent les hémisphères du cervelet.

Les fosses supérieures sont séparées des fosses inférieures par le sillon du sinus transverse.
Au point d'intersection entre les quatre fosses se trouve la protubérance occipitale interne.

## Galerie

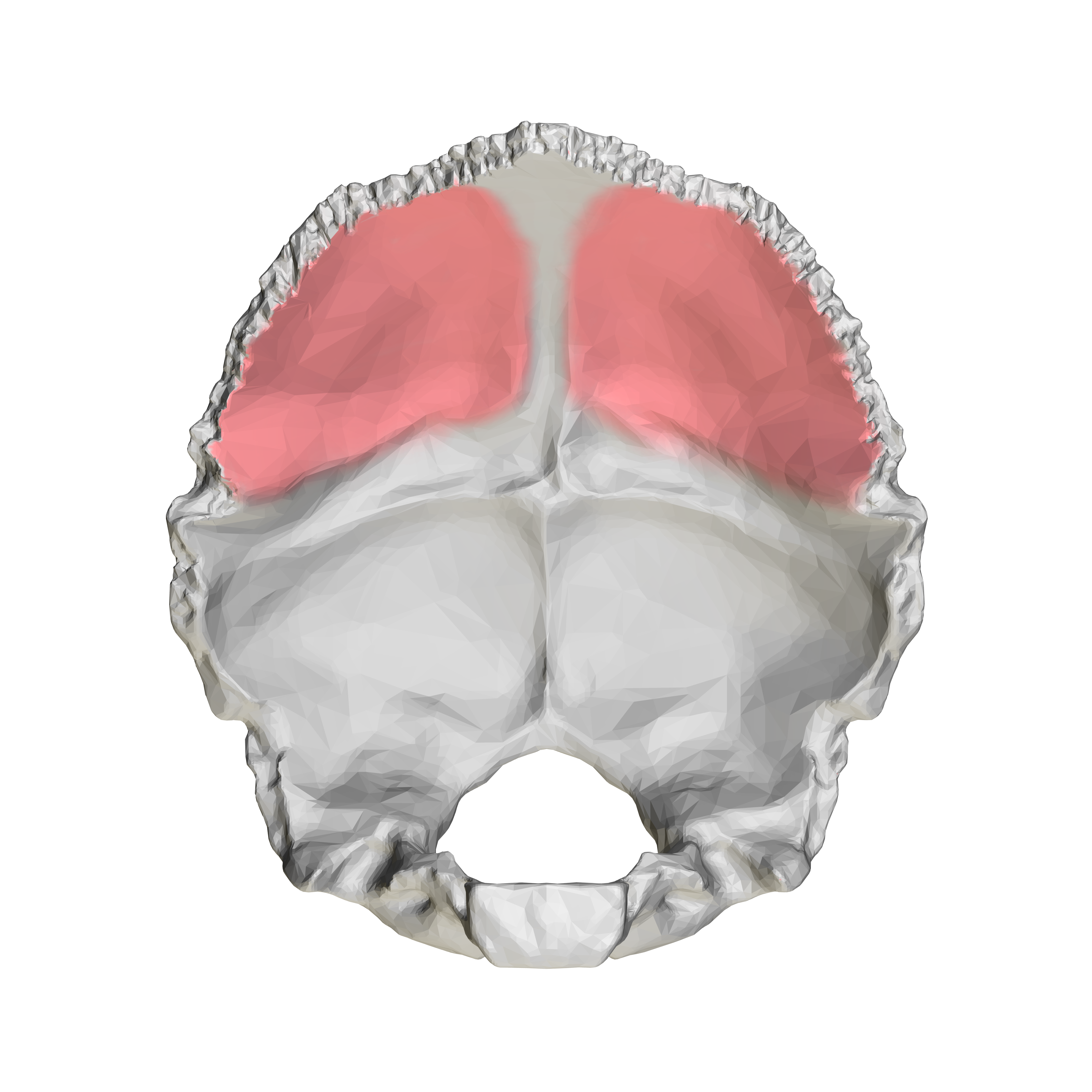
Les fosses cérébrales (en rouge)
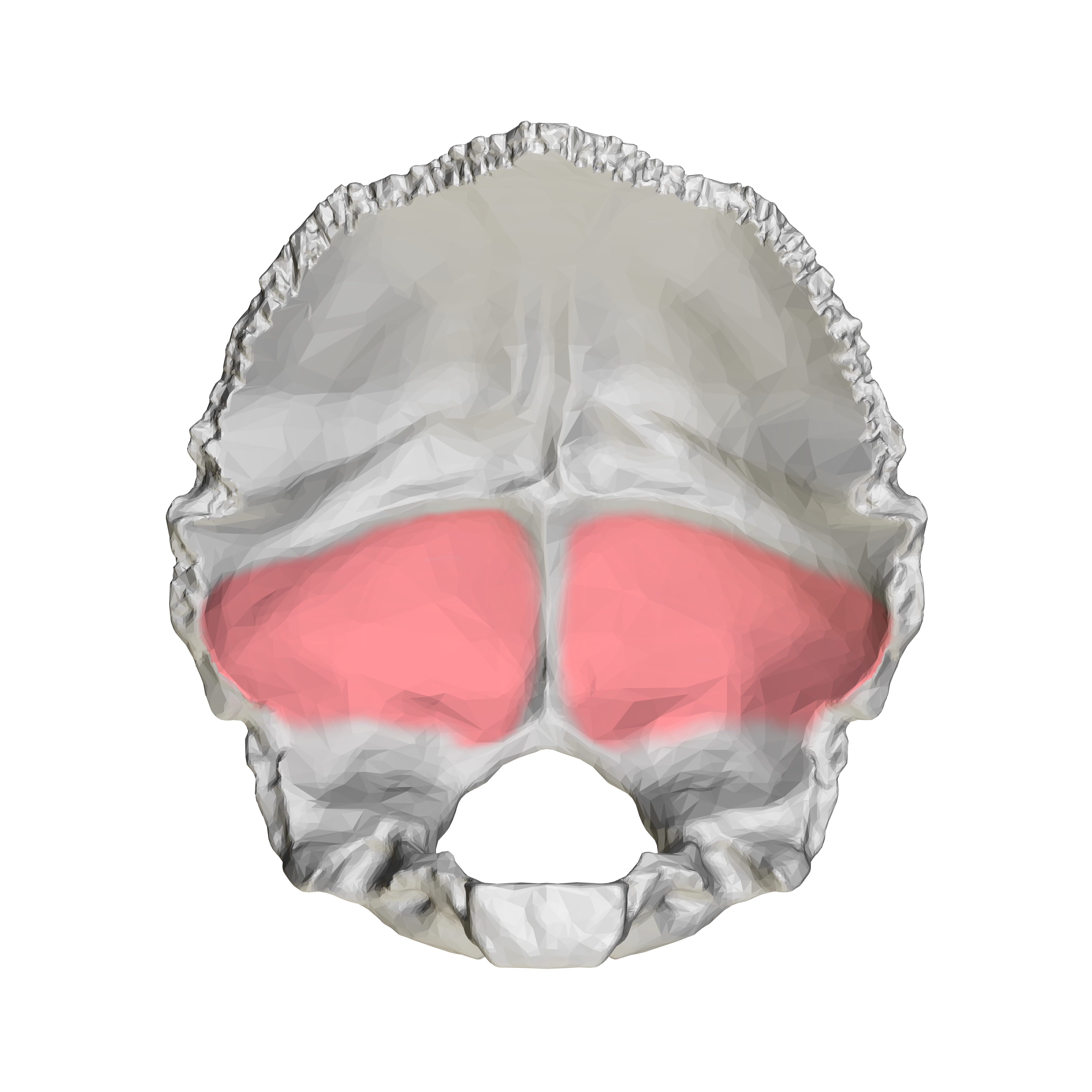
Les fosses cérébelleuses (en rouge)